# Abiba Abuzhakynova
Abiba Abuzhakynova (en kazajo: Абиба Абужакынова; Atyrau, 4 de julio de 1997) es una deportista kazaja que compite en judo.
Ganó tres medallas en el Campeonato Mundial de Judo entre los años 2022 y 2025, y dos medallas de plata en el Campeonato Asiático de Judo, en los años 2021 y 2022. En los Juegos Asiáticos de 2022 obtuvo una medalla de plata en la categoría de –48 kg.
Participó en los Juegos Olímpicos de París 2024, ocupando el quinto lugar en la categoría de –48 kg y el noveno en el equipo mixto.

## Palmarés internacional
| Campeonato Mundial  | Campeonato Mundial     | Campeonato Mundial | Campeonato Mundial |
| Año                 | Lugar                  | Medalla            | Categoría          |
| ------------------- | ---------------------- | ------------------ | ------------------ |
| 2022                | Taskent (Uzbekistán)   | Medalla de bronce  | –48 kg             |
| 2024                | Abu Dabi (EAU)         | Medalla de bronce  | –48 kg             |
| 2025                | Budapest (Hungría)     | Medalla de plata   | –48 kg             |
| Juegos Asiáticos    |                        |                    |                    |
| Año                 | Lugar                  | Medalla            | Categoría          |
| 2022                | Hangzhou (China)       | Medalla de plata   | –48 kg             |
| Campeonato Asiático |                        |                    |                    |
| Año                 | Lugar                  | Medalla            | Categoría          |
| 2021                | Biskek (Kirguistán)    | Medalla de plata   | –48 kg             |
| 2022                | Nursultán (Kazajistán) | Medalla de plata   | –48 kg             |